# Eva-Maria Wernicke-Wehling
Eva-Maria Wernicke-Wehling (* 30. September 1953 in Beierfeld) ist eine frühere deutsche Rennrodlerin.

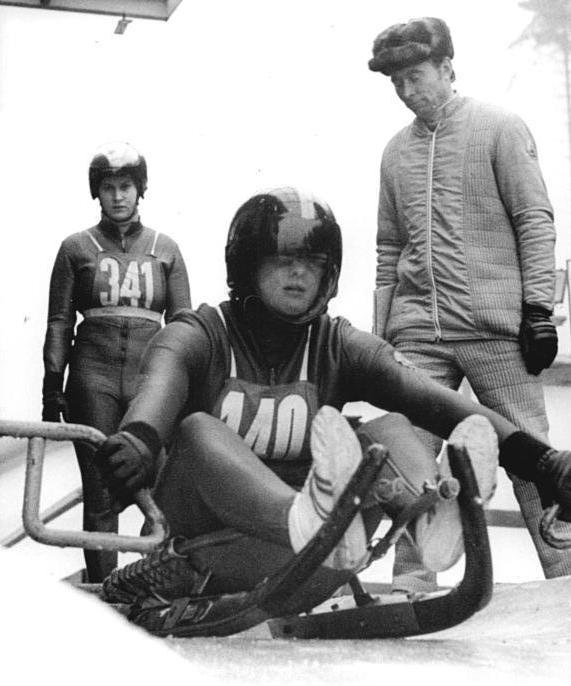
Wernicke bei den DDR-Meisterschaften 1975

Eva-Maria Wernicke startete in ihrer aktiven Zeit für den SC Traktor Oberwiesenthal. Sie galt als eine der Hoffnungen der DDR für die Olympischen Winterspiele 1972 in Sapporo, konnte sich jedoch für diese nicht gegen Ute Rührold, Margit Schumann und Altmeisterin Anna-Maria Müller qualifizieren. Doch gewann sie im selben Jahr den Titel bei der Junioren-Europameisterschaft. In den folgenden Jahren gehörte sie zur Rennrodelspitze der DDR und damit in der Welt. 1973 gewann sie hinter Schumann und Rührold in Königssee die Bronzemedaille bei der Europameisterschaft, ebenso bei der WM des Jahres in Oberhof. 1975 musste sie sich bei der EM in Olang nur Schumann geschlagen geben. 1976 konnte sich Wernicke schließlich für die Olympischen Winterspiele in Innsbruck qualifizieren, scheiterte dort jedoch einmal mehr an ihren Nerven. Nach dem ersten Durchgang auf Platz fünf liegend, verbesserte sie sich im zweiten Lauf auf den dritten Rang. Aufgrund von Fahrfehlern konnte sich im abschließenden dritten Lauf noch Elisabeth Demleitner auf den dritten Rang schieben und Wernicke auf den undankbaren vierten Rang verweisen.
National gewann Wernicke 1973 ihre erste Bronzemedaille, einmal mehr hinter ihren Daurrivalinnen Schumann und Rührold. Auch im Jahr darauf gewann sie in derselben Konstellation Bronze, 1975 wurde sie Zweite hinter Schumann um 1976 erneut die gewohnte Reihenfolge Schumann-Rührold-Wernicke herzustellen. Bei den Meisterschaften 1975 in Oberhof lag sie nach drei von vier Läufen klar in Führung, vergab den Sieg aber im letzten Lauf. 1976 heiratete Wernicke Ulrich Wehling. Nach ihrer aktiven Karriere studierte sie Sport in Leipzig und zog später mit ihrem Mann nach Berlin und bekam mit ihm zwei Töchter. Nach der Wende begleitete sie ihren Mann in die Schweiz, wo er im Weltverband der Nordischen Skisportler beschäftigt war. In der Schweiz arbeitete sie als Sekretärin eines Unternehmens.